# Чертежи (Новые приключения Человека-паука)
«Чертежи» (англ. Blueprints) — первый эпизод второго сезона американского мультсериала «Новые приключения Человека-паука», основанного на одноимённом персонаже комиксов Marvel, созданном Стэном Ли и Стивом Дитко.

## Сюжет
Питер размышляет о недавнем поцелуе с Гвен. На него нападает Веном и сбрасывает с крыши. Но внезапно Питер просыпается от страшного сна. Утром он составляет список дел. Помогает тёте Мэй на кухне, но та просит этого не делать, потому что Питер не справляется. В школе он пытается поговорить с Гвен Стейси, но не решается. Тем временем Мистерио крадёт технику в порту, усыпляя рабочих и заявляя, что технологии портят души людей. На уроке Питер и Гвен Стейси мило переглядываются, что вызывает ревность у Лиз. Питер собирается поговорить с Гвен Стейси, но Лиз Аллан просит помочь ей подготовиться к экзамену, и первая уже уходит.
Мистерио нападает на грузовик на мосту, и вскоре прибывает Человек-паук. Злодей подмечает, что соединив дух и разум, Человек Паук может стать ему достойным противником, но не сегодня, и справляется с героем. Затем Мистерио сбрасывает грузовик в реку, и Человек Паук спасает водителя, простужаясь из-за холодной воды реки. За обедом он сидит с Лиз Аллан. Она говорит, что у её отца полный отель таких магов, но всё не по-настоящему. Смотришь на одно, а нужно обращать внимание на другое; кадр показывает садящуюся сзади Гвен Стейси. Она изливает душу Мэри Джейн. Тем вечером Озборн, Коннорс и Уоррон ужинают вместе. В ходе беседы принимается решение восстановить Питера работать в лабораторию.
Тем временем Мистерио проникает в Oscorp и грабит компанию. Когда прибывает Человек Паук, злодей натравливает на него летучих мышей. Человек Паук вскоре выясняет, что это роботы, и понимает, что Мистерио не так против технологий, как заявляет. Расправившись с мышами, Человек Паук тайно следует с Мистерио до его логова на складе. Там, подойдя к злодею, он чихает и выдаёт себя. Ему приходится справляться со всеми трюками Мистерио и с его роботами. Потом он замечает, что злодей пытается сбежать и останавливает его, выясняя личность преступника. Дома ему приходит письмо из «Daily Bugle» с контрактом на работу. Первым делом он хочет поделиться радостью с Гвен Стейси и понимает, что она «та самая». Однако Питер не успевает набрать её номер телефона, потому что ему звонит Норман Озборн, сообщая о восстановлении Питера Паркера в лабораторию Конносров. Он хочет быть наставником Питера и зовёт его позавтракать, на что Питер соглашается. Тем временем оказывается, что полиция арестовала робота, а Мистерио на свободе. Его напарник Тинкерер сообщает некому Хозяину, что всё идёт по плану.

## Роли озвучивали
- Джош Китон — Питер Паркер (Человек-паук)
- Дебора Стрэндж — Мэй Паркер
- Ванесса Маршал — Мэри Джейн Уотсон
- Лейси Шабер — Гвен Стейси
- Аланна Юбак — Лиз Аллан
- Алан Рачинс — Норман Озборн
- Ксандер Беркли — Квентин Бек (Мистерио)
- Стэн Ли — Стэн

## Отзывы

Динамика оценок IGN к эпизодам 2 сезона мультсериала

Эрик Гольдман из IGN поставил эпизоду оценку 8,5 из 10 и написал, что Мистерио «очень забавен в своём образе колдуна с серьёзными антитехнологическими наклонностями — говорит чрезмерно театральным тоном, произнося латинские заклинания, вызывающие невероятные эффекты». Он добавил, что «Мистерио обычно не тот, кто сражается с Человеком-пауком один на один, поэтому в этом эпизоде не всё изыскано с точки зрения боевых сцен (в которых, как мы знаем, они могут преуспеть), но всё же есть некоторые очень занимательные последовательности экшна». Рецензент отметил, что «это очень хорошее начало для второго сезона» и порадовался, что «это великолепное шоу снова появится на телевидении».
Джастин Феликс из DVD Talk отметил в эпизоде «приятный» юмор, завязанный на паучьем костюме, который «не рассчитан на холодную погоду». Также он подметил камео Стэна Ли.

### Комментарии
1. ↑  В русском дубляже — Маг.